# Holany
Holany là một chợ huyện thuộc huyện Česká Lípa, vùng Liberecký, Cộng hòa Séc.